# Paolo Thaon di Revel (vívó)
Paolo Ignazio Maria Thaon di Revel gróf (Toulon, 1888. május 2. – Poirino, 1973. május 31. vagy 1973. június 1.) olimpiai bajnok olasz párbajtőrvívó, politikus, sportvezető.